# Aryabhatta Research Institute of Observational Sciences
Aryabhatta Research Institute of Observational Sciences (ARIES), benannt nach dem indischen Astronom Aryabhatta, ist seit 2004 der Name des Anfang der 1954 gegründeten Forschungsinstituts mit angegliederten Sternwarten, dem Uttar Pradesh State Observatory (UPSO) im indischen Bundesstaat Uttar Pradesh.

## Geschichte
Nach der Unabhängigkeit Indiens im Jahr 1947 beschloss die Regierung von Uttar Pradesh im Jahr 1951 ein eigenes astronomisches Observatorium zu errichten. Dafür wurde zunächst Anfang 1952 ein Expertenkomitee eingerichtet, dessen Vorsitz dem Leiter der Fakultät für Mathematik der Universität Lucknow übertragen wurde, um einen geeigneten Standort für das Observatorium in Varanasi zu finden und einen Plan für dessen Aufbau eines vollwertigen Forschungszentrums zu entwickeln. Die Forschungsstation erwarb auf Initiative des Professors Avadhesh Narayan Singh bis April 1954 einen 25-cm-Refraktor der Firma T. Cooke & Sons, einen Satz Quarzuhren von Rohde & Schwarz sowie einiges an Zubehör. Der Mathematiker Singh wurde zum Direktor des neu gegründeten D. S. B. Government College in Nainital ernannt und mit der Leitung der ersten, Versuche am Uttar Pradesh State Observatory betraut. Am 20. April 1954 nahm das Observatorium in den neuen Räumlichkeiten seinen Betrieb auf. Da er kurz darauf im Juli 1954 starb, wurde die Leitung des UPSO im November 1954 dem Astronomen M. K. Vainu Bappu übertragen, der das Observatorium bis 1960 als Chefastronom leitete. Ihm folgte im April 1960 Shambhu Dayal Sinvhal als neuer Leiter, der diese Stellung bis Oktober 1978 und erneut von Juni 1981 bis Mai 1982 bekleidete.
Im Jahr 1972 wurde ein Cassegrain-Teleskop mit 104 cm Durchmesser der Firma Carl Zeiss Jena angeschafft. Das als „Sampurnanand“ oder „40-Zoll-Teleskop“ bezeichnete Teleskop wurde auf dem Manora Peak in Nainital aufgestellt und gilt als wichtigste optische Beobachtungseinrichtung des Aryabhatta Research Institute of Observational Sciences. Dabei handelt es sich um ein RC-Reflektorteleskop mit Cassegrain- und Coude-Fokus und äquatorialer, zweipfeiliger englischer Montierung.
Zur großflächigen Himmelsbeobachtung wurde eine Baker-Nunn-Kamera angepasst.